# リコ・ヒゾン
リコ・ヒゾン（Rico Hizon）はCNN Philippinesのシニアアンカー。フィリピン人放送ジャーナリスト。以前はBBCワールドニュースでキャスターを務め、ニュースデイとアジアビジネスレポートの総合司会を務めていた。フィリピン人初の世界で最も一流のテレビニュースネットワークのうちの2つ（CNBCアジアとBBCワールドニュース）で働いたニュース司会者である。

## 教育と研究活動
デ・ラ・サール大学でコミュニケーションアートとビジネスで学位を取得すると、ヒゾンは大学でラジオ・テレビ・放送に関する課程で教えた。北東フィリピン大学から人文学に関する名誉博士号を授与された。

## 放送経歴
ヒゾンは1988年から1995年にかけてマニラに拠点を置くGMAネットワークで放送人生を開始し、資本市場や銀行と金融、不動産、投資と企業発展を担当した。毎日の経済番組ビジネス・トゥデイやGMAニュースライブ、フィリピン証券取引所の取引所からの証券市場中継の総合司会を行った。在職中にヒゾンは「放送ジャーナリズムのための傑出した若者」賞を受賞した。
ヒゾンはそれから1995年4月に香港に、後にシンガポールに拠点を置くCNBCアジアに参加し、朝のCNBCトゥデイやスクワークボックス、市場観察、パワーランチのメインキャスターを務めた。
ヒゾンは2002年にBBCワールドニュースに参加し、シンガポールから月曜日から金曜日まで生中継する毎日放送の経済と金融番組アジア経済報告やアジアトゥデイの総合司会を務めた。2011年6月からヒゾンはシンガポールからロンドンのバビタ・シャーマとの新しいニュースデイの共同プレゼンターになっている。アジアの経済記者としてBBC世界経済報告の常連も務めている。2013年11月には台風ハイヤンに襲われた後のフィリピンタクロバンからの中継をBBCニュースのために行った。2014年1月にはヒゾンは暫くの間シンガポールでバビタ・シャーマとのロンドンの新放送会館からのニュースデイの共同プレゼンターを行った。ロンドンでの活動は、国際的な視聴者の受けが非常に良かった。

## 受賞
2012年11月23日に受賞したものに北東フィリピン大学による人文学に関する名誉博士号と高等教育に関する委任状がある。他に2012年版年次放送ジャーナリストとマニラロータリークラブがある。2011年にはアジアテレビ賞最優秀ニュース司会者の候補になっている。2010年1月には、人民アジア誌の年次人民賞を受賞した。2009年9月、世界のジャーナリズムのためのラサリア改良賞を受賞した。最年少受賞者である。2008年12月、パマナンフィリピノ大統領賞を国際ジャーナリズムの世界で優秀であったとしてマラカニアン宮殿でグロリア・アロヨ大統領から授与され、受賞に対する反応が示された。2008年10月、フィリピン諸島銀行は2008年のBピノイ賞とともにフィリピンに対する栄誉と褒賞をヒゾンに与えフィリピンの重要な価値と重要性を擁護することを承認し、ヒゾンはYes The Filipino Can!賞の最初の受賞者となった。2006年12月、国際ジャーナリズムとコミュニティーのための傑出した若者（TOYM）賞を受賞した。

## 参照
1. 1 2 3  Lu, Lawrence (2008年1月28日). “Rico Hizon - BBC World's lone Pinoy Anchor”.   INQUIRER.net. 2008年6月15日閲覧。
2. 1 2  “Rico Hizon bio”.   BBC Press Office (2008年6月15日). 2015年4月19日閲覧。
3. ↑  BPI awards two outstanding overseas Filipinos,  BPI awards two outstanding overseas Filipinos
4. ↑  globalnation.inquirer, Natori, Hizon win world-class award